# Zira
Zira là một chi bọ cánh cứng trong họ Chrysomelidae.
Chi này được miêu tả khoa học năm 2004 bởi Reid & Smith.

## Các loài
Chi này gồm các loài:
- Zira nitens Reid & Smith, 2004